# میسون ورجر
میسون ورجر یک شخصیت تخیلی و ضد قهرمان اصلی رمان هانیبال اثر توماس هریس در سال ۱۹۹۹ و همچنین اقتباس سینمایی آن در سال ۲۰۰۱ و فصل دوم و سوم سریال تلویزیونی هانیبال است. در فیلم، گری اولدمن نقش او را بازی می‌کند، در حالی که در سریال تلویزیونی مایکل پیت و جو اندرسون نقش او را ایفا می‌کنند.

## نمای کلی شخصیت
میسون ورجر در رمان هانیبال به عنوان یک پدوفیل ثروتمند و سادیست معرفی می‌شود که در طول یک جلسهٔ درمانی با دکتر هانیبال لکتر به طرز وحشتناکی از هم ریخته شده‌بود. او قصد دارد انتقام وحشتناکی از لکتر بگیرد که داستان رمان را به حرکت درمی‌آورد. این رمان و سریال تلویزیونی همچنین رابطه ناکارآمد او با خواهرش مارگوت را به تصویر می‌کشد که سال‌ها مورد آزار عاطفی و جنسی قرار می‌گیرد.

## ظواهر

### اژدهای سرخ
در اژدهای سرخ، ویل گراهام اشاره می‌کند که هانیبال لکتر ۹ قربانی قتل شناخته شده دارد، در حالی که دو قربانی دیگر جان سالم به در برده‌اند که یکی از آنها «در بیمارستانی در بالتیمور روی دستگاه تنفس قرار دارد.» این اولین اشاره به میسون است، اگرچه نام او یا جزئیات بیشتری تا قبل از هانیبال ذکر نشده‌است.

### هانیبال
میسون ورجر پسر یکی از ثروتمندترین خانواده‌های بالتیمور، مریلند است که از نظر سیاسی مرتبط هستند. اجداد او یک شرکت بسته‌بندی گوشت تأسیس کردند که قدمت آن به جنگ داخلی آمریکا برمی گردد و پدر میسون، مولسون، تا زمان تولد میسون، شرکت را به یک امپراتوری تبدیل کرده بود.
میسون از اعمال ظالمانه و خشونت جنسی، از جمله شکنجهٔ حیوانات و آزار کودکان لذت می‌برد. او همچنین اختناق شهوانی انجام می‌دهد و از جمع‌آوری اشک‌های کودکان و طعم دادن به مارتینی‌های خود با آنها لذت می‌برد. در یک نقطه او با عیدی امین دوست می‌شود، که او ادعا می‌کند با میخ زدن یک کارگر مهاجر به صلیب، مصلوب شدن عیسی را دوباره اجرا کرده‌است. او علناً ادعا می‌کند که یک مسیحی دوباره متولد شده‌است و یک اردوگاه مسیحی برای کودکان محروم - که در آن آنها را مورد آزار و اذیت قرار می‌دهد - اداره می‌کند. در نوجوانی، میسون به خواهرش مارگوت تجاوز کرد که برای مقابله با ضربه روحی با لکتر وارد برنامه درمانی شد. لکتر پیشنهاد کرد که کشتن برادرش برای او روان‌پاک‌ساز است.
ورجر در نهایت به دلیل چندین فقره کودک آزاری دستگیر می‌شود، اما به لطف روابط سیاسی خانواده اش به جای زندان به خدمات اجتماعی و درمان اجباری دادگاه محکوم می‌شود. لکتر به عنوان روان‌پزشک منصوب دادگاه خدمت می‌کند. در یکی از جلسات آنها، لکتر از میسون دعوت می‌کند تا اختناق شهوانی را نشان دهد، سپس یک کوکتل از داروهای روانگردان که به شکل آمیل پوپر مبدل شده‌است به او می‌دهد و به او پیشنهاد می‌کند که با یک تکه آینه شکسته صورتش را کنده شود. در حالت سرخوشی ناشی از مواد مخدر، میسون موافقت می‌کند و تکه‌های صورتش را به سگ‌هایش می‌خوراند، به جز بینی‌اش که خودش آن را می‌خورد. سپس لکتر طناب دور گردن میسون را چنان محکم می‌کند که ستون فقرات او را می‌شکند. او از این مصیبت جان سالم به در می‌برد، اما به طرز وحشتناکی تغییر شکل می‌دهد - با پیوندهای پوستی که بخش‌های از دست رفته صورتش را می‌پوشاند - در چشم چپش نابینا، از گردن به پایین فلج شده، و برای تنفس به یک دستگاه تنفس مصنوعی وابسته است.
لکتر خیلی زود به دلیل ارتکاب یک سری قتل دستگیر می‌شود و میسون سعی می‌کند بر محاکمه اش نتیجه تأثیر بگذارد تا مطمئن شود که لکتر مجازات اعدام را دریافت می‌کند. هنگامی که لکتر به دلیل جنون بی گناه شناخته شد و بستری شد، میسون شروع به طرح‌ریزی برای تغذیه زنده لکتر به دسته ای از گرازهای وحشی می‌کند که مخصوصاً برای این منظور پرورش یافته‌اند.
پس از تغییر شکل، میسون تبدیل به فردی گوشه‌گیر می‌شود و به ندرت مزرعه ماسکرات، املاکش را ترک می‌کند، به دلیل ترکیبی از بد شکلی، ضعف عمومی وضعیت جسمانی‌اش و مشکل در حمل و نقل و تجهیزات لازم برای راحت نگه داشتن او. با این وجود، او به هر نوع پارافیلیایی که ناتوانی اش اجازه می‌دهد، می‌پردازد، مانند ارضای جنسی از گریه کردن کودکان. تنها منابع ارتباط انسانی ورجر، دستیار او، کوردل - همکار مجرم جنسی - و مارگوت است که برای میسون به عنوان محافظ کار می‌کند. مارگوت برادرش را تحقیر می‌کند، اما در کنارش می‌ماند تا او را متقاعد کند که اسپرم خود را به شریک زندگی‌اش جودی اینگرام اهدا کند تا بتوانند بچه دار شوند. میسون او را همراهی می‌کند، زیرا می‌داند که اگر بخواهد سهم خود را از ثروت خانواده ورگر ببیند، نمی‌تواند آن را ترک کند. پدرشان زمانی که او به عنوان یک لزبین آشکارسازی کرد، او را از ارث محروم کرده بود و دارایی او را به هر وارث آینده ای که میسون ممکن بود داشته باشد وصیت کرده بود.
هفت سال پس از فرار لکتر در سکوت بره‌ها، میسون به نگهبان و پرستار سابق لکتر، بارنی متیوز، برای اطلاعاتی که منجر به دستگیری او شود، پول می‌دهد.
وقتی کارآگاه رینالدو پازی لکتر را در فلورانس ایتالیا می‌بیند، با میسون تماس می‌گیرد تا بتواند پول جایزه را دریافت کند. میسون به پل کرندلر از مقامات وزارت دادگستری رشوه می‌دهد تا کلاریس استارلینگ را از پرونده لکتر بی‌اعتبار کند تا لکتر را از مخفیگاه خارج کند. او گروهی از گنگ ساردینی‌ها را برای ربودن لکتر استخدام می‌کند و به پازی دستور می‌دهد تا لکتر را به سمت آنها هدایت کند.
لکتر از نقشه میسون باخبر می‌شود و پازی را در حالی که به ایالات متحده می‌گریزد می کشد. افراد میسون در نهایت لکتر را دستگیر می‌کنند و میسون آماده می‌شود تا از انتقام مورد انتظار خود لذت ببرد. با این حال، لکتر با کمک استارلینگ، فرار می‌کند و مارگوت را متقاعد می‌کند که میسون را بکشد، و قول می‌دهد که تقصیر را به عهده بگیرد. مارگوت میسون را با یک پروانهٔ گاو لواط می‌کند، پروستات او را تحریک می‌کند و باعث انزال او می‌شود و اسپرم مورد نیاز را تأمین می‌کند. سپس مارماهی خانگی‌اش را در گلوی او فرو می‌برد و پس از گاز گرفتن مارماهی از زبانش، او را با خون خود خفه می‌کند.

## در رسانه‌های دیگر

### فیلم
در فیلم سال ۲۰۰۱، هانیبال، میسون توسط گری اولدمن به تصویر کشیده شده‌است. شخصیت پردازی فیلم از میسون ورجر نزدیک به رمان دنبال می‌شود، به جز دو جنبه کلیدی: فیلم شخصیت مارگوت ورجر را حذف می‌کند و نحوهٔ مرگ میسون را تغییر می‌دهد. در این فیلم، میسون به دست پزشکش، کوردل دوملینگ (ژلیکو ایوانک) می‌میرد که به پیشنهاد لکتر رئیس منفورش را به داخل آغلی که لکتر قرار بود در آن بمیرد هل می‌دهد. سپس میسون توسط دستهٔ گرازهای وحشی که او برای کشتن لکتر پرورش داده بود، خورده می‌شود. در فیلم، میسون نیز کاملاً در بستر نیست. او برای تنفس نیازی به دستگاه تنفس مصنوعی ندارد و از آنجایی که می‌تواند دست راست خود را حرکت دهد، تا حدی با استفاده از ویلچر موتوری در حال حرکت است.

### سریال تلویزیونی

جو اندرسون در نقش میسون ورگر در سریال هانیبال NBC

میسون ورگر در سریال تلویزیونی NBC Hannibal به عنوان ضد قهرمان اصلی نیمه دوم فصل دوم و نیمه اول فصل سوم ظاهر می‌شود. او توسط مایکل پیت در فصل دوم سریال و توسط جو اندرسون در فصل سوم به تصویر کشیده شده‌است. برایان فولر، سازنده سریال، این نسخه از شخصیت را «جوکر به بتمن هانیبال» نامیده‌است.

#### فصل ۲
میسون به خواهرش مارگوت (کاترین ایزابل) تجاوز جنسی می‌کند، و سپس سعی می‌کند او را بکشد. سپس او را برای درمان به ملاقات دکتر لکتر (مس میکلسن) می‌فرستد. میسون با لکتر ملاقات می‌کند تا در مورد درمان مارگوت صحبت کند و موافقت می‌کند که با لکتر وارد درمان شود تا بفهمد خواهرش در مورد او چه می‌گوید. لکتر فوراً از میسون بیزاری می‌کند و او را «بی ادب» می‌داند.
میسون به مارگوت می‌گوید که می‌خواهد آنها یک وارث داشته باشند، به این معنی که او می‌خواهد فرزند خواهرش را پدر کند. او را تهدید می‌کند که اگر از او سرپیچی کند از نظر مالی محروم می‌شود. مارگوت ناامید با یکی دیگر از بیماران لکتر به نام ویل گراهام (هیو دانسی) رابطهٔ جنسی برقرار می‌کند و از او باردار می‌شود. پس از اینکه لکتر به میسون می‌گوید که مارگوت می‌خواهد چه کاری انجام دهد، میسون باعث می‌شود مارگوت دچار یک تصادف رانندگی شود و رحم او را با جراحی خارج کنند تا فقط او بتواند وارث ثروت خانواده شود. گراهام خشمگین با میسون روبرو می‌شود و به او هشدار می‌دهد که لکتر هر دو آنها را دستکاری می‌کند.
میسون در نهایت به لکتر مشکوک می‌شود و او را به همراه گراهام ربوده و قصد دارد هر دوی آنها را به خوک‌هایش بخوراند. لکتر با کمک گراهام فرار می‌کند و میسون را به عنوان اسیر به خانه گراهام می‌برد. لکتر به میسون یک کوکتل مواد مخدر توهم زا می‌دهد و او را متقاعد می‌کند تا صورت خود را با یک چاقو کنده و قطعات را به سگ‌های گراهام بدهد. میسون این کار را می‌کند و همچنین از دستور لکتر برای بریدن بینی خود و خوردن آن اطاعت می‌کند. سپس لکتر با دستان خالی گردن میسون را می‌شکند. میسون زنده می‌ماند، اما فلج می‌شود، در یک دستگاه تنفسی محصور می‌شود و مجبور می‌شود از ماسک صورت استفاده کند. او به جک کرافورد (لارنس فیشبرن) مأمور اف‌بی‌آی می‌گوید که پس از افتادن در آغل خوک دچار جراحات شده‌است. سپس میسون با مارگوت انتقام‌جو تنها می‌ماند، که به او قول می‌دهد «همانطور که تو از من مراقبت کردی از تو مراقبت خواهم کرد.»

#### فصل ۳
پس از اینکه لکتر به دنبال کشف جنایاتش به اروپا فرار کرد، میسون برای او جایزه ۳ میلیون دلاری تعیین کرد. او از معشوقه سابق لکتر، آلانا بلوم (کارولین داورناس) دعوت می‌کند تا به او کمک کند. او همچنین مارگوت را استخدام می‌کند که مخفیانه قصد برداشت اسپرم خود را دارد تا با کمک آلانا بچه دار شود. با این حال، میسون بدون اینکه او بداند، جنین مارگو را که با گراهام باردار شده بود، حفظ کرد و آن را در رحم یک خوک غول پیکر کاشت تا بچه را به دنیا بیاورد، که بعداً مشخص شد که مرده به دنیا آمده‌است.
کارآگاه پلیس ایتالیا رینالدو پازی (فورتوناتو چرلینو) با میسون قرارداد می‌بندد تا لکتر را بیاورد، اما لکتر در عوض پازی را می‌کشد. سپس میسون دیگر کارآگاهان پلیس فاسد ایتالیا را استخدام می‌کند تا لکتر و گراهام را دستگیر کنند و آنها را به املاک کشورش، مزرعه ماسکرات، بیاورند. او به پزشکش کوردل دوملینگ (گلن فلشلر) دستور می‌دهد تا لکتر را به آرامی تا حد مرگ مثله کند و از گوشت او غذاهای لذیذ تهیه کند. میسون همچنین به دوملینگ می‌گوید که او را برای یک جراحی خاص تحت بیهوشی قرار دهد: دوملینگ صورت گراهام را می‌برد و به صورت میسون پیوند می‌زند. با این حال، قبل از انجام این عمل، لکتر از اسارت فرار می‌کند، دوملینگ را می‌کشد، و به مارگوت کمک می‌کند تا پروستات میسون ناخودآگاه را با یک گاو برای اسپرمی که برای بچه دار شدن نیاز دارد شیر دهد. زمانی که میسون از خواب بیدار می‌شود، مارگوت به او می‌گوید که خودش بچه ای خواهد داشت و دارایی پدرشان را به ارث می‌برد. او میسون را با نگه داشتن او در زیر آب در مخزن مارماهی خود می‌کشد، جایی که مارماهی خانگی اش در گلویش شنا می‌کند و او را خفه می‌کند.